# 빗장밑정맥
빗장밑정맥(subclavian vein), 또는 쇄골하정맥(鎖骨下靜脈)은 신체의 양쪽에 하나씩 있는 한 쌍의 큰 정맥으로, 상지에서 혈액을 거두어 들여 이 혈액이 심장으로 돌아가도록 한다. 왼쪽 빗장밑정맥은 가슴림프관의 림프에 의해 운반된 물질이 혈류로 들어갈 수 있도록 함으로써 지질 흡수에 중요한 역할을 한다. 빗장밑정맥의 직경은 약 1-2cm이다.

## 구조
각 빗장밑정맥은 겨드랑정맥의 연속이며 첫 번째 갈비뼈의 가쪽 경계에서 앞목갈비근의 안쪽 경계까지 이어진다. 여기서부터 속목정맥과 합류하여 팔머리정맥을 형성한다. 속목정맥과의 합류지점은 정맥각이라고 하며, 이 지점으로 가슴림프관도 합류하여 림프를 체순환계로 배출한다.
빗장밑정맥은 빗장밑동맥과 함께 주행하며 앞목갈비근에 의해 빗장밑동맥과 분리되어 있다. 이때 빗장밑정맥은 앞목갈비근의 앞쪽에 있는 반면 빗장밑동맥은 앞목갈비근의 뒤쪽(및 중간목갈비근의 앞쪽)에 있다.

## 기능
가슴관의 림프는 왼쪽 속목정맥과의 접합부 근처에서 왼쪽 빗장밑정맥으로 빠져나간다. 림프계로부터 림프를 운반하며, 창자가 식이 지방과 지질을 흡수하여 생산한 킬로미크론(chylomicron) 또는 유미(chyle)를 혈류로 유입시킨다. 결과적으로, 왼쪽 빗장밑정맥은 이러한 지방과 지질의 흡수에 중요한 역할을 한다.
오른림프관은 목정맥과 오른쪽 빗장밑정맥의 접합부로 림프를 배출한다.

## 임상적 관련성

### 중심 정맥 카테터
빗장밑정맥은 크고 중앙에 있으며 상대적으로 표면적이 넓기에 우측 빗장밑정맥은 종종 중심 정맥 카테터를 놓는 데 사용된다. 근처에 있는 빗장밑동맥이 손상되면 기흉과 혈흉이 발생할 수 있기 때문에 오른쪽 속목정맥과 같은 다른 접근 지점보다는 잘 사용되지 않는다.

### 흉곽출구증후군
흉곽출구증후군이 발생했을 때 빗장밑정맥이 막힐 수 있다. 질환의 증상으로는 팔의 부기, 통증, 청색증이 있다. 혈전이든 외압이든 흉부배출구증후군의 원인은 시급히 치료되어야 한다.

## 질환
상지혈전증(Paget–Schroetter syndrome or Paget-Schroetter disease)에는 빗장밑정맥의 혈전증이 포함되며, 이 경우 대개 과격한 운동으로 발생한다.

## 같이 보기
- 빗장밑동맥

## 추가 이미지
위키미디어 공용에 빗장밑정맥 관련 미디어 분류가 있습니다.

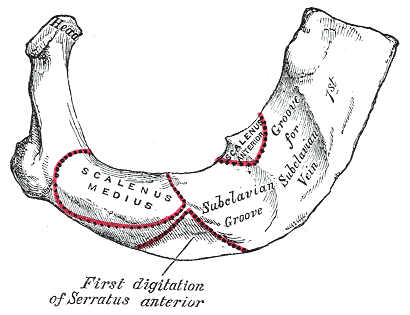
갈비뼈의 특징도
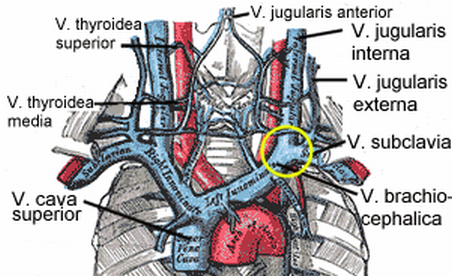
대정맥과 홀정맥들
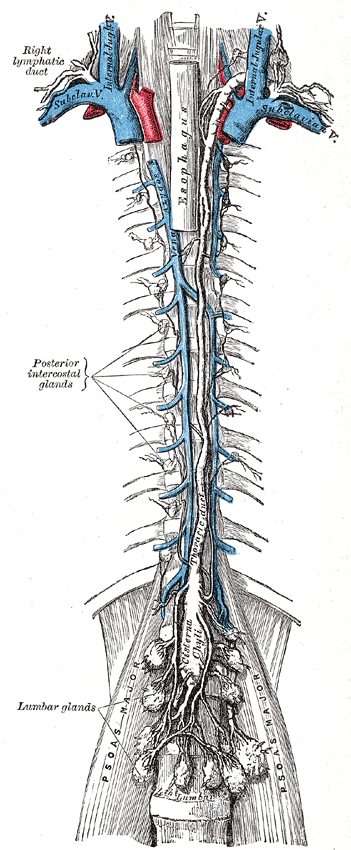
흉부 및 오른림프관
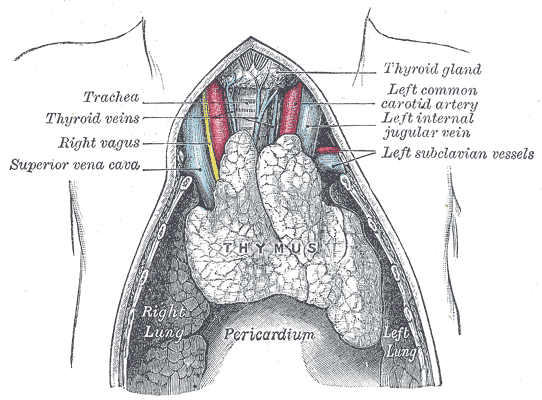
노출되어 있는 만삭아의 흉선
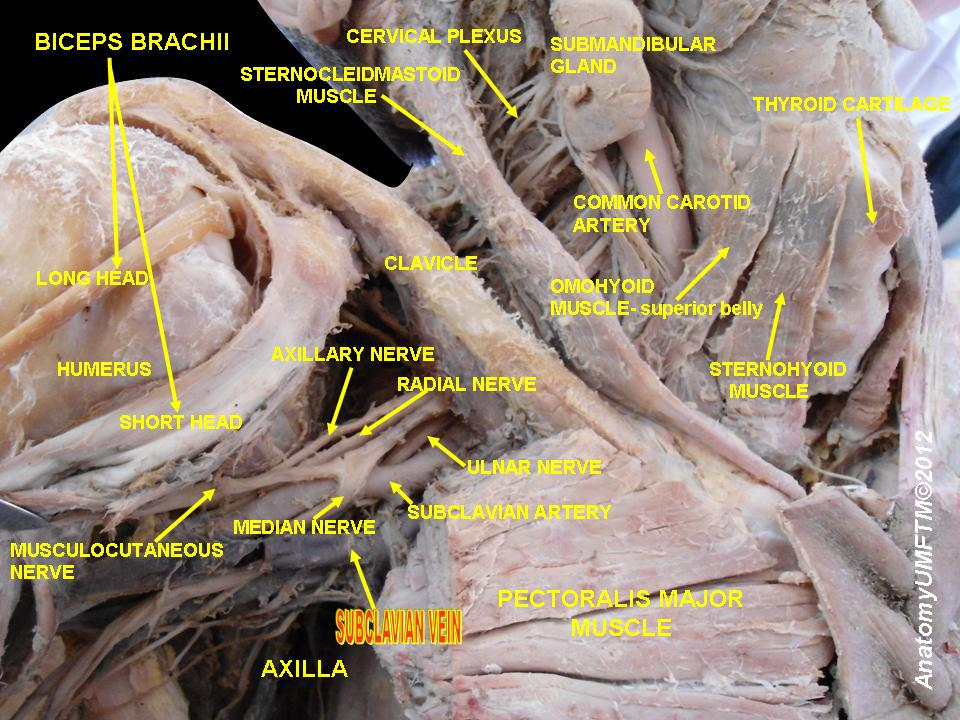
빗장밑정맥
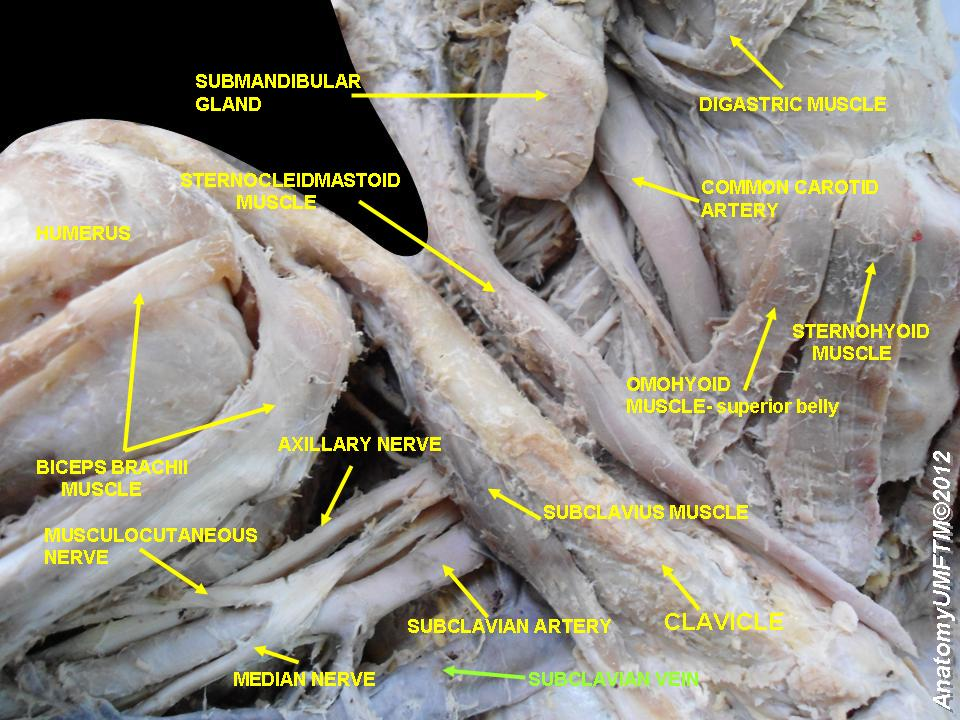
빗장밑정맥 - 우측
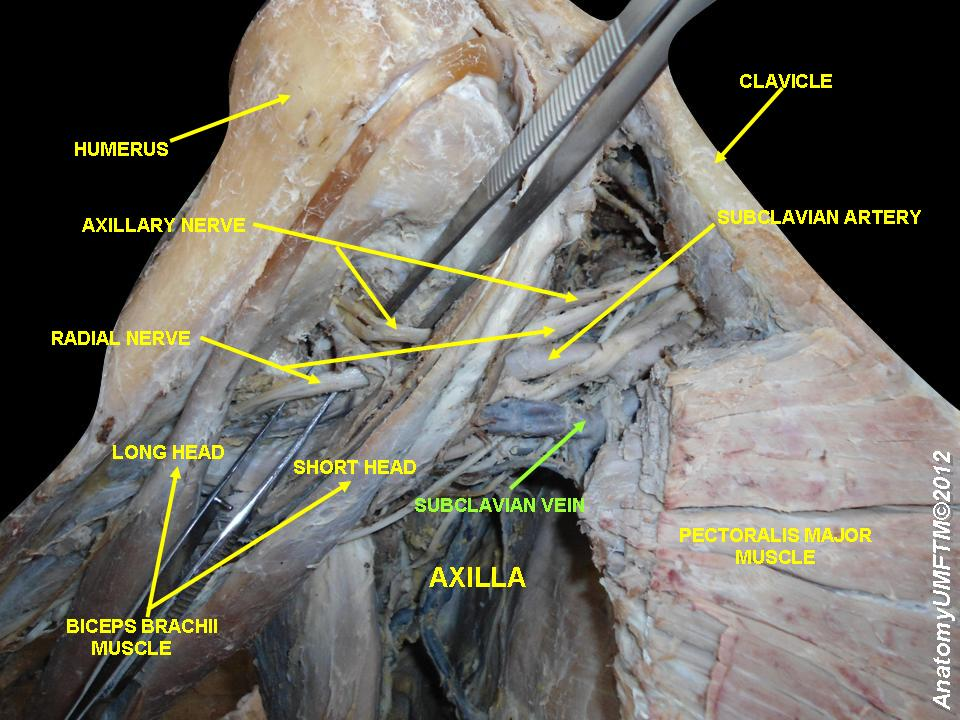
빗장밑정맥
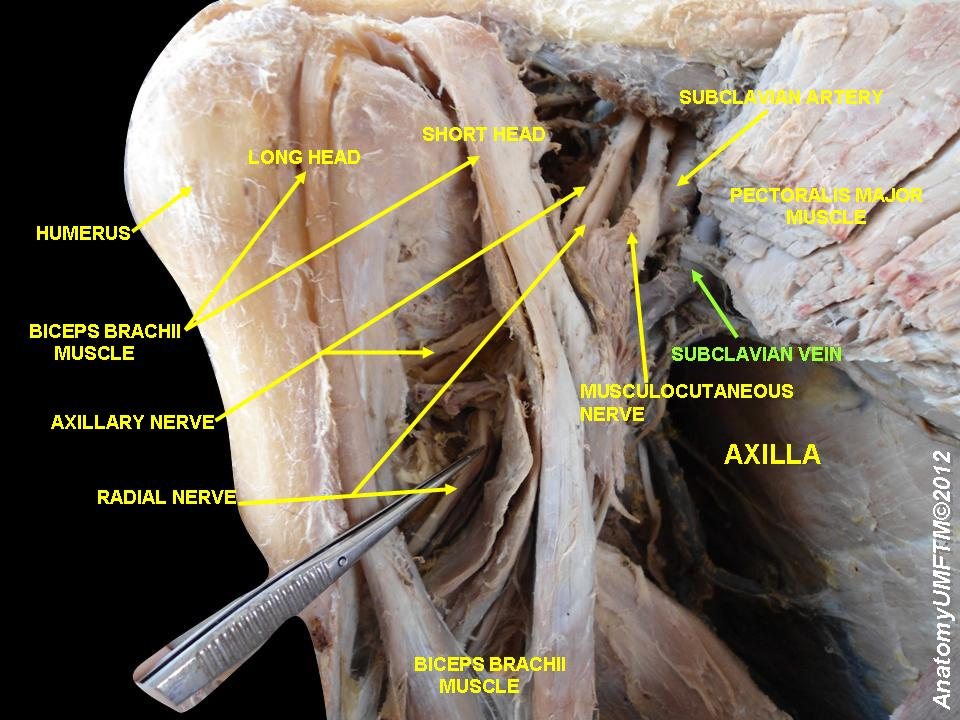
빗장밑정맥